# Finanční rizika
Finanční rizika jsou rizika spojená s finančními aktivitami. Risk management je disciplína, jež se zabývá rizikem. Riziko je měřitelná možnost, že situace v budoucnu bude jiná, než plánovaná. Cílem specialistů řízení rizik je udržet riziko v předem stanovené úrovni pomocí vhodných metodik a nástrojů a při této míře rizika se snažit maximalizovat zisk.

## Dělení rizik

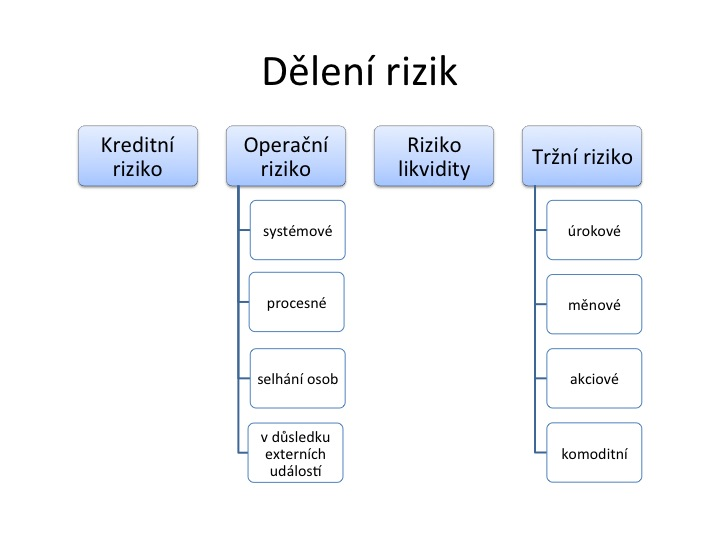
Dělení rizik

### Kreditní riziko
Kreditní (úvěrové) riziko se řadí mezi základní finanční rizika, neboť poskytování úvěrů je běžné ve všech sférách ekonomiky. Typickým příkladem úvěrového rizika je možnost nesplacení úvěru klientem či neuhrazení faktury odběratelem. V oblasti investic představuje možnost, že emitent či dlužník nesplní své závazky z uzavřeného obchodu řádně a včas, a to kvůli své špatné finanční situaci.

### Operační riziko
Pod operačním rizikem se obecně rozumí možnost vzniku ztráty v důsledku provozních nedostatků a chyb. V úzkém pojetí lze za operační riziko považovat riziko plynoucí z operací firmy. V širokém pojetí spadají do této kategorie všechna rizika, která nelze přiřadit k riziku kreditnímu, tržnímu nebo likvidnímu.
Podle definice Banky pro mezinárodní platby se sídlem v Basileji se pod operačním rizikem rozumí riziko ztráty vyplývající z nedostatečnosti nebo selhání:
- vnitřních procesů
- osob
- systémů
- externích událostí (např. přírodní katastrofy)

V rámci této definice je již zahrnuto riziko právní, není však obsaženo riziko strategické a reputační.

### Riziko likvidity
Likvidita je schopnost firmy dostát v každém okamžiku svým splatným závazkům. U finančních institucí to znamená především schopnost kdykoliv vyplatit v požadované formě splatné vklady klientů. V oblasti investic toto riziko představuje možnost, že se finanční nástroj ukáže před svou splatností jako těžko prodejný či dokonce neprodejný.

### Tržní riziko
Tržní riziko představuje možný pokles celého trhu, například trhu cenných papírů. Riziko vyplývá ze změn tržních cen a jejich dopadu na zisk nebo hodnotu vlastního kapitálu. Výše tržního rizika firmy závisí na struktuře bilance (výsledovky) a citlivosti jednotlivých položek aktiv i pasiv (výnosů a nákladů) na změny tržních cen. V závislosti na tom, o jaké tržní ceny se jedná, můžeme dále dělit tržní riziko například na:
- měnové (například hodnota investice bude ovlivňována změnami směnných sazeb/kurzu měn),
- úrokové,
- akciové,
- komoditní (např. kolísání cen ropy).

### Inflační riziko
Inflační riziko je rizikem, že hodnota majetku nebo investice bude ovlivněna trvalým zvýšením všeobecné cenové hladiny o hodnotu inflace. V tomto případě klesne kupní síla investice. V takovém případě se proto vždy musí hlavně brát v úvahu nikoliv nominální výnos, ale výnos očištěný o změnu cenové hladiny. Inflační riziko může způsobit, že reálný výnos z investice bude záporný.

### Riziko prostředí
Riziko závisející na faktorech prostředí představuje riziko, že hodnota majetku či investice bude ovlivněna například daňovým režimem, politickou situací, geografickými okolnostmi, živelními událostmi apod.

### Rizika udržitelnosti
Rizika týkající se udržitelnosti zahrnují možné dopady na životní prostředí, nerespektování sociálních hodnot či chybějící znaky prospěšného řízení společností. Sledujeme výskyt negativních situací a potenciálních kontroverzních témat ve vztahu k dotčené investici a jejím podkladovým aktivům. Zohledněním rizika udržitelnosti má vliv na poměr rizika a výnosů investice.